# El conte de la serventa
El conte de la serventa (títol original en anglès The Handmaid's Tale) és una novel·la de ciència-ficció amb elements distòpics i feministes, de l'autora canadenca Margaret Atwood, publicada originalment l'any 1985. El 2018 fou publicada en traducció catalana a Quaderns Crema.
La novel·la explora com se'n surten en el futur les dones subjugades en un règim totalitari i pseudo-teocràtic que governa la República de Gilead, el que havien estat els Estats Units d'Amèrica. Les lleis que marquen tipus de vestit diferents tenen un paper fonamental en la imposició del control social dins de la nova societat. La majoria de la població ha esdevingut estèril, i les criades són dones esclavitzades destinades a engendrar els nous ciutadans. La història es narra des del punt de vista d'Offred, una dona fèrtil, que ha estat esclavitzada com a serventa, després d'intentar fugir al Canadà.
El 2017 l'editorial Salamandra reedità el llibre i després fou adaptada a una sèrie de televisió protagonitzada per Elisabeth Moss.

## Estructura de l'obra
Atwood utilitza la tècnica dels records per fer un joc amb dues històries diferents encara que amb un mateix personatge, Defred (Offred en anglès).
L'obra juga des d'un inici amb el passat i el present de la protagonista, tot i que el passat del personatge es dona a conèixer a través de les reflexions que realitza la pròpia Defred.
L'obra, en si, es pot classificar com una distopia, encara que també com histórica, de tant en tant mostrar el lloc que la dona ha ocupat en moltes societats passades i segueix ocupant en altres actuals, com l'Aràbia Saudita, on les dones viuen sota la tutela d'un home i necessiten el seu permís per a tot.
| «                                                                                        | Es tracta d'un relat imaginari del que passa quan certs no infreqüents pronunciaments sobre les dones es duen a les seves conclusions lògiques. | » |
| — Atwood, Margaret, 'El cuento de la criada', article a elasombrario.com 2017 [en xarxa] | |   |

## Argument de l'obra
Uns polítics teòcrates arriben al poder dels Estats Units, després d'un cop d'estat militar on el president és assassinat i els atacs són atribuïts falsament al terrorisme islàmic, el nou territori es passa a denominar República de Gilead.
Políticament augmenta l'autoritarisme, amb l'excusa de la defensa contra la violència, i legalment disminueixen les llibertats civils i els drets socials, començant per suprimir la llibertat de premsa i els drets humans de les dones.
Socialment s'institueix i es normalitza, la divisió de les dones en castes i s'instaura la por i la sospita entre elles esborrant qualsevol indici de sororitat.
Serventa és el terme que rep a Gilead la dona encarregada de reproduir al seu cos fills per la societat, d'una manera automàtica i impersonal, per assolir l'índex de naixements desitjats per mantenir el model de societat de Gilead. Les serventes són com un objecte necessari més a la llar; l'únic valor està en els seus ovaris.
El nom de la minyona de la protagonista, Offred, és un compost que indica de qui és propietat: Of-Fred ("de Fred", ja que Fred és el nom propi del comandant que la posseeix) i, malgrat que el comandant canviï de serventa, aquesta segueix dient-se de la mateixa manera. Així passa amb la seva companya de compres, que rep el nom de Ofglen, "de Glen", i totes les altres serventes.
En aquesta societat, Offred és una persona que perd els seus béns, el seu treball i fins i tot el seu nom (que passa a ser el del seu amo), i passa a ser assignada com un tipus d'esclava a càrrec d'un home, el "comandant". Des de llavors li està prohibit tenir propietats, autonomia econòmica o independència social, sortir de la casa on viu (si no és per fer compres necessàries per a la casa), parlar o llegir o cap mena de comunicació que no sigui amb els seus propietaris, cap classe d'activitat intel·lectual, ni llibertat sobre la seva imatge i aparença física i, fins i tot, sobre el seu cos, inclosa la seva alimentació i les seves relacions íntimes.
Offred, com totes les criades, també està obligada a mantenir relacions sexuals amb el seu comandant, i l'esposa d'aquest ha de subjectar-la durant l'acte. Aquesta violació ritualitzada rep el nom de "la cerimònia". Altres crims que formen part de la rutina inclouen l'assassinat de criades que no aconsegueixen concebre abans de sis anys o de qualsevol dona, cuinera i netejadora "Martha", ventre gestant ("serventa"), ensinistradora de gestadores subrogades ("tieta") o cuidadora de fills ("dona del comandant"), que no compleixi amb les estrictes normes socials.
Els homes pobres poden posseir una dona com a esposa, mentre que els més poderosos tenen netejadora i cuinera, ventre gestant i esposa cuidadora del marit i dels fills d'ell amb la gestant.
En un moment donat, Defred aconsegueix establir una relació "amistosa" amb el seu comandant; encara que ella l'odia, ell es permet capritxos especials amb ella, alguns vexatoris i d'altres que ell considera privilegis, com deixar-li llegir (prohibit a Gilead) o jugar amb ell a les paraules creuades.
Defred recorda instants del seu passat, com quan va intentar travessar la frontera cap al Canadà per escapar de tot el que estava succeint a Gilead; també a persones, com la seva antiga amiga Moira, la filla que va tenir, o el seu marit Luke.

## Simbologies
- Gilead: Lloc bíblic secret en anglès, en català és Galaad.

- Jerarquia: L'obra ofereix una detallada visió de la jerarquia social a Gilead. En l'obra, el més alt de la jerarquia és el comandant i el més baix és la dona, que és, en realitat, considerada una no-dona.

- Nit: En la divisió per capítols de l'obra, nit és el títol més repetit pel fet que és el moment en què les criades tenen una mica de temps per reflexionar. És a la nit quan Offred pensa en la seva vida del passat.

- Puritanisme: La repetició del que va succeir en el passat; la culpa, el càstig públic, els moviments de resistència, els valors religiosos en Gilead, etc. són trets molt propis del puritanisme.

- Títol: Inspirat en Els contes de Canterbury, igualment que en l'obra de Chaucer, Offred ofereix la seva pròpia història en un context determinat, la República de Gilead.

- Mayday: És la contrasenya entre les criades de diferents cases. Per la seva pronunciació (/ MEDÉ /) s'empra com "m'aider", ajudeu-me en francès (Aidez-moi seria "Ajudeu-me").

## Influències
Margaret Atwood, a l'article "Orwell and Me" publicat a The Guardian l'any 2003, afirma que la seva distopia està inspirada en la de George Orwell. De molt petita, quan només tenia nou anys, va llegir-se Rebel·lió a la granja, un llibre que no la va deixar pas indiferent. Anys més tard, quan anava a la secundària, va llegir 1984 i es va convertir en un dels seus llibres predilectes. També va llegir El zero i l'infinit d'Arthur Koestler i Un món feliç d'Aldous Huxley, però 1984 sempre va ser el que li cridava més l'atenció. Va simpatitzar amb el protagonista (Winston) i el seu desig d'escriure en un quadern els seus pensaments prohibits, encara que en aquell moment Atwood encara no escrivia, va començar a semblar-li una idea atractiva.
Ja més gran, als quaranta quatre anys, quan va començar a escriure El conte de la serventa, Orwell es va convertir en un model per a ella. Va observar que la majoria de distopies les havien escrit homes des d'un punt de vista masculí i les dones que apareixien en elles sempre eren "autòmates asexuades o bé rebels que desafiaven les regles sexuals del règim". Sempre eren l'objecte de temptació dels homes protagonistes, com Julia per a Winston. Així doncs, va voler escriure una distopia des del punt de vista femení, d'alguna manera, el món segons Julia.
Tot i això, remarca que El conte de la serventa no és una distopia feminista, excepte que donar-li veu i vida interior a una dona es considera feminista "pels qui creuen que les dones no hauríem de tenir aquestes coses".

## Adaptacions

### Pel·lícules
La pel·lícula del conte de la serventa (1990) també anomenada La història de la donzella o El preu de la fertilitat, es va basar en un guió de Harold Pinter i la va dirigir Volker Schlöndorff. Va ser protagonitzada per Natasha Richardson com Offred, Faye Dunaway com Serena Joy, i Robert Duvall com el comandant (Fred).

### Teatre i òpera
L'any 2000, John Dryden va produir una adaptació teatralitzada de la novel·la per a la BBC Ràdio 4. També es va fer una adaptació operística per Poul Ruders, que va ser estrenada a Copenhaguen el 6 de març de 2000 i va ser presentada per l'English National Opera, a Londres, el 2003. També va ser la producció de la temporada 2004-2005 de la Canadian Opera Company.
Brendon Burns va realitzar una adaptació teatral de la novel·la per al Teatre Haymarket (Basingstoke, UK), representació amb la qual van recórrer el Regne Unit l'any 2002.

### Sèrie de televisió
HBO ha produït una sèrie de televisió, The Handmaid's Tale, de la qual s'han emès fins ara tres temporades, on Margaret Atwood va treballar com a productora, i protagonitzada per Elisabeth Moss com a Offred. La sèrie va obtenir 5 guardons en els premis Emmy 2017 d'un total de 7 nominacions. L'any 2018, la sèrie va rebre un Emmy d'un total d'11 nominacions.

## Premis literaris
La novel·la ha estat guardonada entre altres amb els següents premis:
- Governor's General's Award (1985)[6]
- Los Angeles Times Prize
- Arthur C. Clarke Award for Science Fiction[7]
- Commonwealth Literary Prize, i va ser nominada al Booker Prize del Regne Unit i al Ritz-Paris-Hemingway Prize (París).